# Пам'яткознавство
Пам'яткозна́вство — спеціальна наукова дисципліна, предметом якої є всебічне дослідження, охорона, збереження і популяризація пам'яток історії та культури як складової частини національної і всесвітньої культурної спадщини. П. належить до міжгалузевих наук й охоплює своїм змістом теоретичні та практичні проблеми, пов'язані з виявленням, вивченням, реєстрацією, науковою класифікацією, оптимізацією обліку об'єктів історико-культурної спадщини; розробкою методологічних і організаційно-правових засад охорони пам'яток, методик здійснення конкретних пам'яткоохоронних заходів; комплексним збереженням історико-культурного середовища, здійсненням консервації та реставрації окремих споруд, ансамблів і комплексів, а також предметів старовини й мистецтва, що складають музейний, архівний та бібліотечний фонди України; інформаційною політикою, спрямованою на популяризацію пам'яток культури серед широких верств населення; ефективним господарським і культурно-освітнім використанням пам'яток із метою їх органічної інтеграції в сучасні сфери функціонування людського суспільства, історією становлення й розвитку пам'яткоохоронної справи в Україні та інших країнах світу. Відповідно П. тісно пов'язане з розвитком історичної науки, археології, теорії та історії архітектури, мистецтвознавства, краєзнавства, музеєзнавства, архівознавства, бібліотекознавства, джерелознавства й інших допоміжних історичних дисциплін, реставраційної справи, інформатики і туризму, культурними цінностями, історичними діячами. Станом на 2007 під охороною держави перебувало 131 293 пам'яток, у тому числі за діючою на той час класифікацією за видами археологічних — 57 206 (з них — 418 пам'ятки національного значення), історичних — 51 364 (з них — 142 пам'ятки національного значення), монументального мистецтва — 5 926 (з них 44 — національного значення), пам'яток архітектури і містобудування — 16 800 (з них 3 541 — національного значення). Формування П. як наукової дисципліни відбувається в тісному взаємозв'язку із становленням охорони пам'яток історії та культури. У сучасній Україні воно розвивається через діяльність наукових установ НАН України, Національної академії образотворчого мистецтва і архітектури та відомчих наукових закладів, кафедр вищих навчальних закладів, наукових товариств і громадських пам'яткоохоронних та краєзнавчих організацій.